# Brown Submarine
Brown Submarine è il primo album in studio long playing del gruppo Boston Spaceships, pubblicato negli Stati Uniti nel 2008, sia in vinile che in CD, dalla Guided by Voices Inc..

## Tracce
Tutti i brani sono scritti da Robert Pollard.
Lato A
1. Winston's Atomic Bird – 1.48
2. Brown Submarine – 1.22
3. You Satisfy Me – 3.04
4. Ate It Twice – 1.56
5. Two Girl Area – 2.31
6. North 11 A.M, – 2.35
7. Zero Fix – 2.44

Lato B
1. Psych Threat – 3.39
2. Andy Playboy – 1.30
3. Rat Trap – 2.22
4. Soggy Beavers – 1.34
5. Ready To Pop – 2.33
6. Still In Rome – 2.57
7. Go For The Exit – 2.23

## Musicisti
- Robert Pollard – voce
- John Moen – batteria
- Chris Slusarenko – chitarra, basso, tastiere
- Brian Berg – percussioni
- David Grant- tromba nei brani B1 e B5